# Будинок на вулиці Краківській, 34 (Львів)
49°50′35″ пн. ш. 24°1′48″ сх. д. / 49.84306° пн. ш. 24.03000° сх. д.
Будинок на вулиці Краківській, 34 — житлово-адміністративний будинок будинок XIX століття, пам'ятка архітектури місцевого значення (охоронний № 2121-м, конскрипційний № 575 ¾). Розташований у історичному центрі Львова, на вулиці Краківській, між вулицями Гавришкевича та Івана Гонти. Є одним із цікавих зразків львівського класицизму.

## Історія
Будинок № 34 був зведений у 1793 році, на місці розібраної до того часу Краківської брами. Автором проєкту був, на думку деяких дослідників, архітектор Клеменс Ксаверій Фесінґер, замовником — асесор Мурадович. Інші дослідники вважають, що автором проекту будинку був невідомий архітектор із заходу Австро-Угорської імперії, співробітник так званої Будівельної дирекції — державної установи, що утворилася 1785 року і виготовляла проекти на будівництво. У 1830-х роках будинок суттєво перебудували, додавши четвертий поверх. У другій половині XIX століття проведено низку перебудов і реконструкцій: 1864 року відремонтували дах і горище, 1874 року будівлю вкрили новим дахом, у 1886 році на першому поверсі з'явилася крамниця, а з боку вулиці Гонти прибудували триповерхову офіцину, у 1896 році ще два приміщення на першому поверсі перебудували під магазини (автор проєкту — майстер Каєтан Сеначек). На початку XX століття облаштовано новий вхід на подвір'я з боку вулиці Гавришкевича.
У 1820—1830-х роках у цьому будинку тимчасово, на період перебудови ратуші, розміщувалися служби магістрату. За даними міських архівів, будинок належав: у 1871 та 1889 роках — Арону Філіпу, у 1916 році — Таубе Зайфієру, у 1934 році — Аделії Таубе.
На першому поверсі кам'яниці з кінця XIX століття розташовувалися крамниці. За часів Польської Республіки, наприклад, тут був магазин залізних товарів Юзефа і Абрагама Шеллів, майстерня біжутерії Райшнера. За радянських часів, до 1975 року, у будинку містився гуртожиток львівського технікуму легкої промисловості.
5 липня 1985 року рішенням Львівського облвиконкому № 381 кам'яницю внесли до списку пам'яток місцевого значення.

## Опис
Будинок наріжний, чотириповерховий, майже квадратний у плані (14×16 м), із внутрішнім подвір'ям та овальною сходовою кліткою.
Головний фасад, що виходить на вулицю Краківську, симетричний, на дев'ять вікон. По центральній осі розташована вхідна брама із світликом із сучасним кованим декоруванням, над нею, на другому поверсі — балкон на шести оздоблених консолях, із кованою решіткою. Боковий фасад, що виходить на вулицю Гонти, семивіконний, із балконом на трьох консолях по центральній осі. Другий боковий фасад, що виходить на вулицю Гавришкевича, має дев'ять віконних осей. Вхідні двері на усіх трьох фасадах оздоблені арковими кам'яними порталами. Усі три фасади однаково горизонтально розчленовані карнизами, перший і другий поверхи — рустовані. Фасади завершуються карнизом із модульонами.
Вікна першого поверху мають напівкругле завершення, вікна інших поверхів прямокутні. Особливістю будинку є доволі пишне ліпне рельєфне оздоблення другого і третього поверхів, у стилі французького ампіру. Авторство цих рельєфів приписують скульпторові Антону Шімзеру. Вікна другого поверху над карнизом прикрашені лучковими сандриками, у тимпанах яких чергуються стуккові рельєфи із двома сюжетами: пара геральдичних левів із чашею та пара янголів-путті. Над вікнами третього поверху, на усіх фасадах, розташовані однакові рельєфні вставки двох видів: в центрі — рельєф із шести путті, що танцюють, тримаючи гірлянду, і утворюють своєрідний орнамент, обабіч рельєфу з путті — два рельєфи із парою крилатих сфінксів, обернених один до одного, а також лірою (в центрі) та античними амфорами (обабіч), увінчаними гірляндами.
Четвертий поверх, добудований у XIX столітті, не має декору і відокремлений від третього карнизом із меандром.
Внутрішнє планування будівлі відповідає вимогам багатоквартирного будинку. На верхніх поверхах квартири з'єднані відкритими галереями. Перекриття пласкі, на першому поверсі — склепінчасті. В частині будинку, що виходить на вулицю Краківську, збереглася оригінальна сходова клітина овальної форми, прикрашена двома парами доричних колон заввишки три поверхи, які перетинаються на кожному поверсі плитою-абакою. На дерев'яних сходах збереглася також оригінальна кована балюстрада.

## Галерея

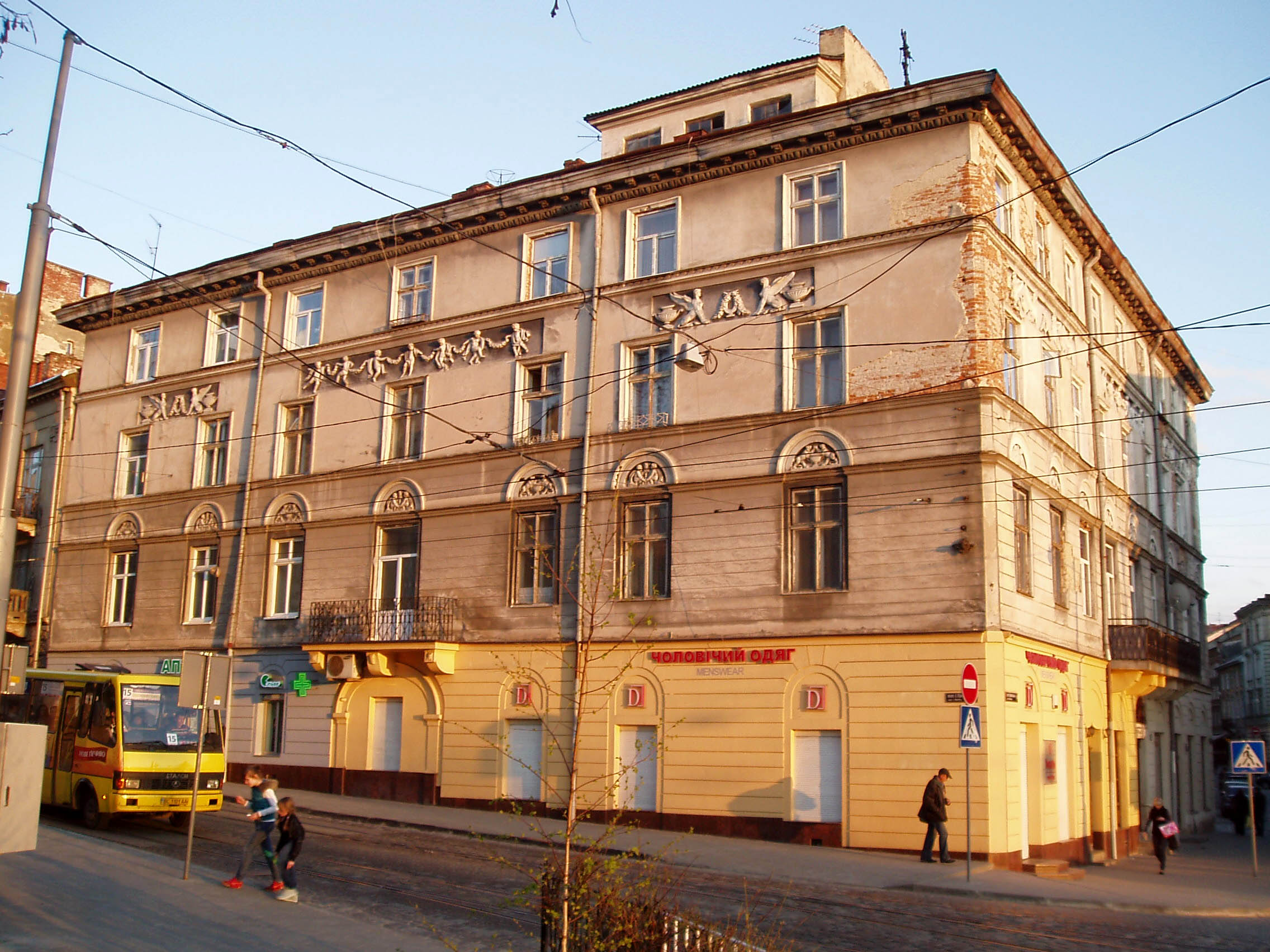
Фасад з боку вул. Гонти
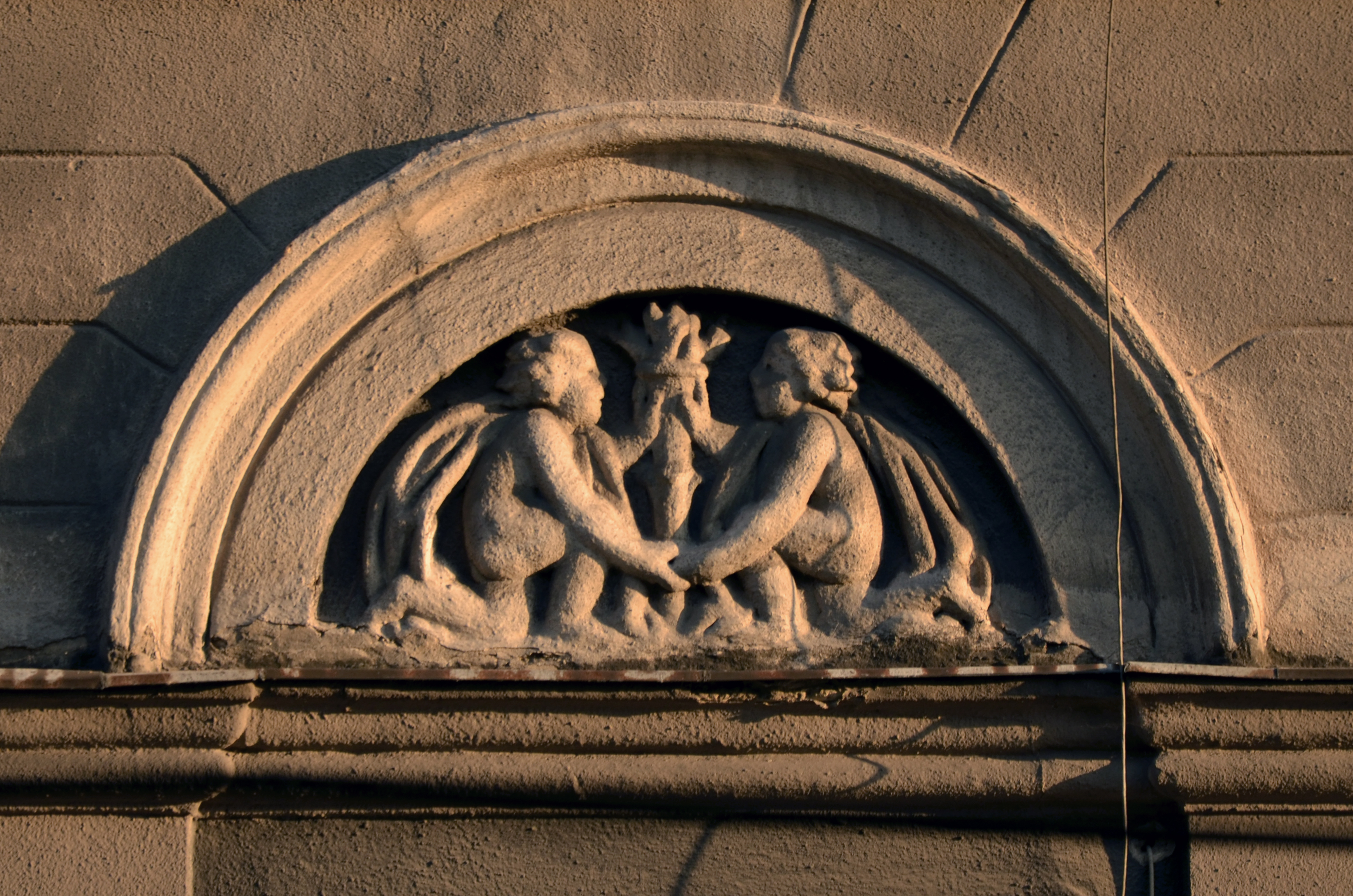
Один із рельєфів другого поверху
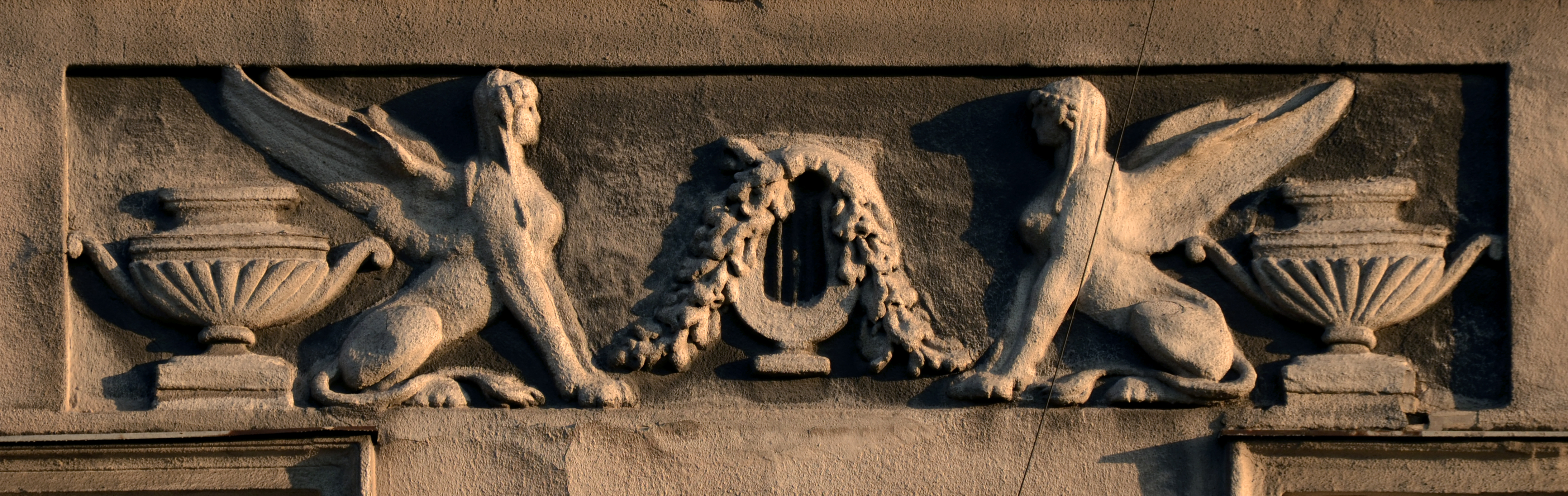
Один із рельєфів третього поверху